# Galapalaophonte variabilis
Galapalaophonte variabilis är en kräftdjursart som först beskrevs av Coull och Zo 1980.  Galapalaophonte variabilis ingår i släktet Galapalaophonte och familjen Laophontidae. Inga underarter finns listade i Catalogue of Life.